# Vindelns kommun
Vindelns kommun är en kommun i Västerbottens län i landskapet Västerbotten i Sverige. Centralort är Vindeln.
Området är kuperat och domineras av barrskog och myrmark. Det är också skogen som traditionellt utgjort basen för näringslivet och även tillverkningsindustrin har fortsatt vara relaterad till skogen. 
Sedan kommunen bildades har befolkningstrenden varit negativ, men en viss uppsving kunde skönjas i slutet av 2010-talet. Historiskt har borgerliga partier styrt politiken, men ett skifte skedde efter valet 2014.

## Administrativ historik
Kommunens område hörde ursprungligen till Umeå socken. När Lycksele församling inrättades 1606 fördes även bondbyarna Tegsnäset, Granö, Kussjö, Tväråträsk och Hjuken dit, men de återfördes till Umeå socken 1617 då Lycksele första pastorat upplöstes. Degerfors församling bildades genom utbrytning 1768 som kapellförsamling. Omkring 1800 var 
Degerfors socken etablerad. Vid kommunreformen 1862 bildades Degerfors landskommun.
Granöns municipalsamhälle inrättades 21 november 1941 och upplöstes vid utgången av 1958. Hällnäs municipalsamhälle inrättades 30 juli 1937 och upplöstes vid utgången av 1962. Vindelns municipalsamhälle inrättades 12 december 1924 och upplöstes vid utgången av 1958. 
Kommunreformen 1952 påverkade inte indelningarna i området, då varken Västerbottens eller Norrbottens län berördes av reformen.
1969 namnändrades kommunen till Vindelns landskommun. Vindelns kommun bildades vid kommunreformen 1971 genom en ombildning av Vindelns landskommun.
Kommunen ingick från bildandet till 1982 i Umebygdens domsaga och kommunen ingår sedan 1982 i Umeå domkrets.
Kommunen ingår sedan 2019 i förvaltningsområdet för samiska, kommunnamnet på samiska är Vyöddalen kommuvdna.

## Geografi

### Topografi och hydrografi

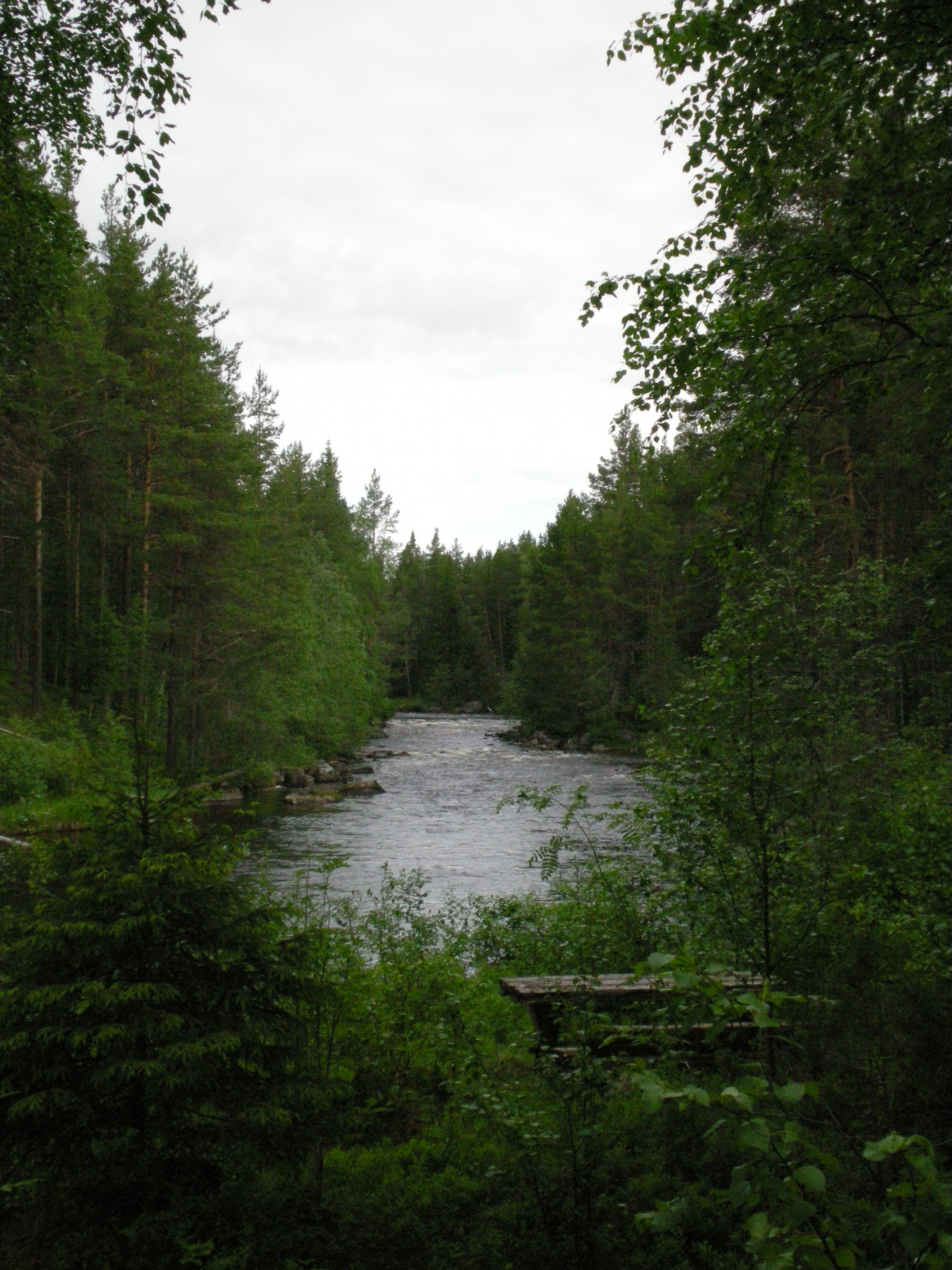
Åman, biflöde till Vindelälven, vid Åmsele.

Myrområden liksom moränmarker klädda med barrskog dominerar den kuperade urbergsterrängen. De djupare sprickdalarna går från nordväst till sydöst och sjöar och vattendrag följer dessa. Längs de stora älvarna, Umeälven och Vindelälven, fylls dalgångarna av grusiga, sandiga isälvsavlagringar, vilka ofta är bevuxna med tallskog. Vindelälven är ännu oreglerad och har på vissa sträckor bildat höga nipor och sidoraviner där den skurit ner i sedimenten. Odlingsmark återfinns primärt kring älvdalarna samt enstaka sjöar.

### Naturskydd
År 2024 fanns 55 naturreservat i Vindelns kommun. I Vorrbergets finns både gammelskog och sumpskog med träd som är över 300 år gamla. Där trivs växter som den sällsynta orkidén skogsfru och de hotade arterna lappticka och rynkskinn. I anslutning till Vindelns samhälle ligger Vindelforsarnas naturreservat, som även är klassat som Natura 2000-område.

### Administrativ indelning
Fram till 2016 var kommunen för befolkningsrapportering indelad i ett enda område, Vindelns församling.

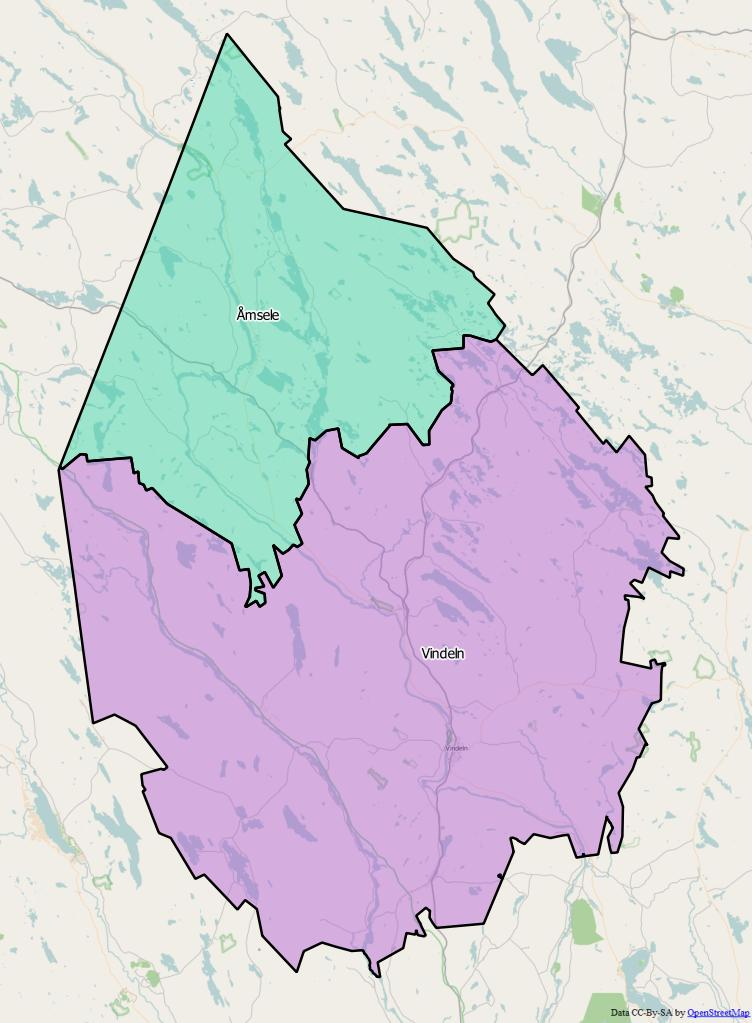
Distrikt inom Vindelns kommun

Från 2016 indelas kommunen istället in i två distrikt – Vindeln och Åmsele.

### Tätorter
Befolkningen är koncentrerad till områdena kring Umeälven och Vindelälven.
Vid tätortsavgränsningen av Statistiska centralbyrån den 31 december 2015 fanns det fyra tätorter i Vindelns kommun. 
| Nr | Tätort    | Folkmängd |
| -- | --------- | --------- |
| 1  | Vindeln   | 2 403     |
| 2  | Tvärålund | 338       |
| 3  | Hällnäs   | 230       |
| 4  | Granö     | 211       |

Centralorten är i fet stil.
Vindeln, liksom Tvärålund och Hällnäs, är belägen vid Vindelälven och Granö vid Umeälven.

## Styre och politik

### Styre
Fram till 2014 hade kommunen genomgående styrts av borgerliga partier – Centerpartiet och Folkpartiet. Efter valet 2014 bildade Socialdemokraterna tillsammans med Vänsterpartiet en knapp majoritet med 16 mandat mot oppositionens 15. Politiskt drev de frågor om bostadsbyggande, ungdomar och personalfrågor. Efter valet 2018 tog en regnbågskoalition bestående av Kristdemokraterna, Socialdemokraterna och Vänsterpartiet makten. Partierna enades om att politiskt driva frågor om bland annat personalens arbetssituation, fritidssektorn, privatisering av välfärdstjänster och att utveckla näringslivet.
Efter valet 2022 beslutar Socialdemokraterna och Krisdemokraterna att samverka under kommande mandatperiod, efter förhandlingar väljer Vänsterpartiet att inte ingå i majoriteten. Bostäder, kulturskola, barnomsorg och näringsliv är områden som anges ska prioriteras under perioden.
Under 2023 gick Vindelns kommun över till utskottsorganisation.

### Kommunfullmäktige

#### Presidium
| Presidium 2022–2026    | Presidium 2022–2026 | Presidium 2022–2026 |
| ---------------------- | ------------------- | ------------------- |
| Ordförande             | S                   | Dan Oskarsson       |
| Förste vice ordförande | M                   | Marcus Jonsmyr      |
| Andre vice ordförande  | S                   | Elin Palmgren       |

#### Mandatfördelning 1970–2022
| 13 | 10 | 7 | 2 | 3 |

| 30 | 5 |

| 13 | 10 | 6 | 2 | 4 |

| 29 | 6 |

| 13 | 10 | 6 | 2 | 4 |

| 28 | 7 |

|  | 13 | 9 | 6 | 2 | 4 |

| 29 | 6 |

| 14 | 9 | 5 | 2 | 5 |

| 28 | 7 |

|  | 13 | 8 | 6 | 2 | 5 |

| 25 | 10 |

| 14 |  | 8 | 5 | 3 | 4 |

| 24 | 11 |

| 13 | 9 | 4 | 4 | 5 |

| 25 | 10 |

| 15 |  |  | 8 | 3 | 3 | 4 |

| 21 | 14 |

| 13 | 5 | 6 | 3 | 4 | 4 |

| 21 | 14 |

| 2 | 12 |  | 7 | 2 | 3 | 4 |

| 18 | 13 |

|  | 12 | 8 | 2 | 3 | 5 |

| 18 | 13 |

|  | 13 | 7 | 2 | 2 | 6 |

| 18 | 13 |

| 2 | 14 |  | 6 |  | 2 | 5 |

| 16 | 15 |

| 2 | 12 | 3 | 7 | 2 | 5 |

| 16 | 15 |

| 2 | 12 | 2 | 5 | 3 | 7 |

| 19 |  | 11 |

### Nämnder

#### Kommunstyrelse
Kommunstyrelsen består av 11 ledamöter och 11 ersättare. Dessa är fördelade enligt följande: fyra ledamöter tillhör Socialdemokraterna, tre Moderaterna. Kristdemokraterna och Centerpartiet har två  ledamöter vardera. Kommunstyrelsens ordförande är även kommunens kommunalråd.
| Presidium 2022–2026    | Presidium 2022–2026 | Presidium 2022–2026 |
| ---------------------- | ------------------- | ------------------- |
| Ordförande             | S                   | Mathias Haglund     |
| Förste vice ordförande | M                   | Tomas Nilsson       |
| Andre vice ordförande  | KD                  | Daniel Jaede        |

#### Lista över kommunstyrelsens ordförande
- Per Jacobsson i Vindeln, Folkpartiet, 1971–1976[22][23][24]
- Lennart Wejdmark, Centerpartiet, 1977–1979[25][26]
- Jan-Ivan Nilsson, Centerpartiet, 1980–1982[27][28][29]
- Lennart Wejdmark, Centerpartiet, 1983–1985[30][31]
- Bengt Hörnberg, Centerpartiet, 1986–1989[32][33]
- Rune Sjöström, Centerpartiet, 1989–1996[34][35][36]
- Christer Lundgren, Centerpartiet, 1997–1998[37][38]
- Ewa-May Karlsson, Centerpartiet, 1 januari 1999–31 december 2014[39][40]
- Mathias Haglund, Socialdemokraterna, 1 januari 2015–[41][42][43]

Denna lista hämtas från Wikidata. Informationen kan ändras där.

#### Övriga nämnder
| Nämnd                        | Ordförande | Ordförande            | Vice ordförande | Vice ordförande   |
| ---------------------------- | ---------- | --------------------- | --------------- | ----------------- |
| Socialnämnden                | S          | Dan Oskarsson         | M               | Jeanette Knutstam |
| Miljö- och byggnadsnämnden   | S          | Nina Loughlin         | C               | Mats Jonsson      |
| Barn- och utbildningsnämnden | S          | Britt-Louise Eriksson | C               | Lars Waltari      |

## Ekonomi och infrastruktur

### Näringsliv
Vindelns naturtillgångar i form av skog har under lång tid utgjort basen för det lokala näringslivet. I början av 2020-talet var knappt var tionde förvärvsarbetande i kommunen sysselsatta inom jord- och skogsbruket. Men många av tillverkningsindustrierna var fortsatt relaterade till skogsnäringen genom exempelvis Cranab AB som tillverkar skogskranar, Rototilt Group AB som tillverkar tiltrotatorer och Indexator Rotator Systems AB som tillverkar rotatorer. I Avanäs finns också sågverket Martinsons. Kommunen är den största arbetsgivaren och bland andra offentliga arbetsgivare återfinns Vindelns folkhögskola samt LVM-hemmet Renforsen.

### Infrastruktur

#### Transporter
Europaväg 12 följer Umeälven genom kommunen medan Länsväg 363 följer Vindelälven. I höjd med Åmsele är Länsväg 363, samt två andra mindre vägar i närheten,  också gamla vägbaser. I närheten ligger också Åmsele flygbas, utbyggd enligt Bas 90 1985 som inordnades under flygflottiljen F15 i Söderhamn. Flygbasen avvecklades efter kalla krigets slut. År 2024 köptes dock flygbasen åter av Fortifikationsverket som rustar upp flygbasområdet åt Försvarsmakten som kommer att börja använda den med start från halvårsskiftet 2025.  Genom kommunen går också järnvägen Ånge–Boden.

## Befolkning

### Demografi

#### Befolkningsutveckling
Kommunen har 5 434 invånare (31 mars 2025), vilket placerar den på 268:e plats avseende folkmängd bland Sveriges kommuner. 
| Befolkningsutvecklingen i Vindelns kommun 1970–2020                                                             | Befolkningsutvecklingen i Vindelns kommun 1970–2020 | Befolkningsutvecklingen i Vindelns kommun 1970–2020 | Befolkningsutvecklingen i Vindelns kommun 1970–2020 | Befolkningsutvecklingen i Vindelns kommun 1970–2020 |
| --- | --------------------------------------------------- | --------------------------------------------------- | --------------------------------------------------- | --------------------------------------------------- |
| |                                                     |                                                     |                                                     |                                                     |
| År |                                                     |                                                     | Folkmängd                                           |                                                     |
| 1970 | 1970                                                |                                                     | 7 621                                               |                                                     |
| 1975 | 1975                                                |                                                     | 7 153                                               |                                                     |
| 1980 | 1980                                                |                                                     | 7 101                                               |                                                     |
| 1985 | 1985                                                |                                                     | 6 636                                               |                                                     |
| 1990 | 1990                                                |                                                     | 6 661                                               |                                                     |
| 1995 | 1995                                                |                                                     | 6 451                                               |                                                     |
| 2000 | 2000                                                |                                                     | 6 074                                               |                                                     |
| 2005 | 2005                                                |                                                     | 5 752                                               |                                                     |
| 2010 | 2010                                                |                                                     | 5 507                                               |                                                     |
| 2015 | 2015                                                |                                                     | 5 371                                               |                                                     |
| 2020 | 2020                                                |                                                     | 5 485                                               |                                                     |
| Anm: Uppgifterna avser förhållandena den 31 december enligt den kommunala indelningen den 1 januari året efter. |                                                     |                                                     |                                                     |                                                     |

#### Utländsk bakgrund
Den 31 december 2015 utgjorde antalet invånare med utländsk bakgrund (utrikes födda personer samt inrikes födda med två utrikes födda föräldrar) 502, eller 9,35 % av befolkningen (hela befolkningen: 5 371 den 31 december 2015). Den 31 december 2002 utgjorde antalet invånare med utländsk bakgrund enligt samma definition 221, eller 3,71 % av befolkningen (hela befolkningen: 5 960 den 31 december 2002).

#### Invånare efter de vanligaste födelseländerna
Den 31 december 2015 utgjorde folkmängden i Vindelns kommun 5 371 personer. Av dessa var 441 personer (8,21 %) födda i ett annat land än Sverige. I denna tabell har de nordiska länderna samt de 12 länder med flest antal utrikes födda (i hela riket) tagits med. En person som inte kommer från något av de här 17 länderna har istället av Statistiska centralbyrån förts till den världsdel som deras födelseland tillhör.
| Födelseland      | Födelseland                       | Födelseland |
| ---------------- | --------------------------------- | ----------- |
| 31 december 2015 |                                   |             |
| 1                | Sverige                           | 4 930       |
| 2                | Europeiska unionen: Övriga länder | 87          |
| 3                | Finland                           | 56          |
| 4                | Tyskland                          | 41          |
| 5                | Afghanistan                       | 37          |
| 6                | Eritrea                           | 32          |
| 7                | Afrika: Övriga länder             | 24          |
| 7                | Europa utom EU: Övriga länder     | 24          |
| 9                | Asien: Övriga länder              | 21          |
| 9                | Thailand                          | 21          |
| 11               | Syrien                            | 19          |
| 12               | Polen                             | 14          |
| 13               | Nordamerika                       | 11          |
| 13               | Norge                             | 11          |
| 15               | Sydamerika                        | 9           |
| 16               | Irak                              | 8           |
| 17               | Iran                              | 7           |
| 18               | Somalia                           | 6           |
| 19               | Danmark                           | 5           |
| 20               | Bosnien och Hercegovina           | 4           |
| 21               | / SFR Jugoslavien/FR Jugoslavien  | 2           |
| 21               | Oceanien                          | 2           |
| 23               | Island                            | 0           |
| 23               | Sovjetunionen                     | 0           |
| 23               | Turkiet                           | 0           |
| 23               | Okänt födelseland                 | 0           |

## Kultur

### Kulturarv
De tidigaste historiska uppgifterna om det område som idag utgör Vindelns kommun förekommer i 1539 års skattelängd. Där upptas byarna Tegsnäset och Granö, som ligger vid Umeälven, Överrödå, Degerfors (nuvarande Vindeln) och Hjuken, som ligger vid Vindelälven, samt Tväråträsk (nuvarande Tvärålund) vid sjön Tväråträsket och Kussjö vid Kussjön, båda belägna mellan de stora älvarna. Omkring 1630 tillkom byn Petisträsk vid sjön Petisträsket som tillhör Sävaråns vattensystem. Först under 1700-talets första hälft kom kolonisationen igång på allvar. Så tillkom Åmsele och Ekträsk 1737, Ekorrträsk 1738, Mårdsele 1749 och därefter ytterligare ett 50-tal byar under 1700-talet.

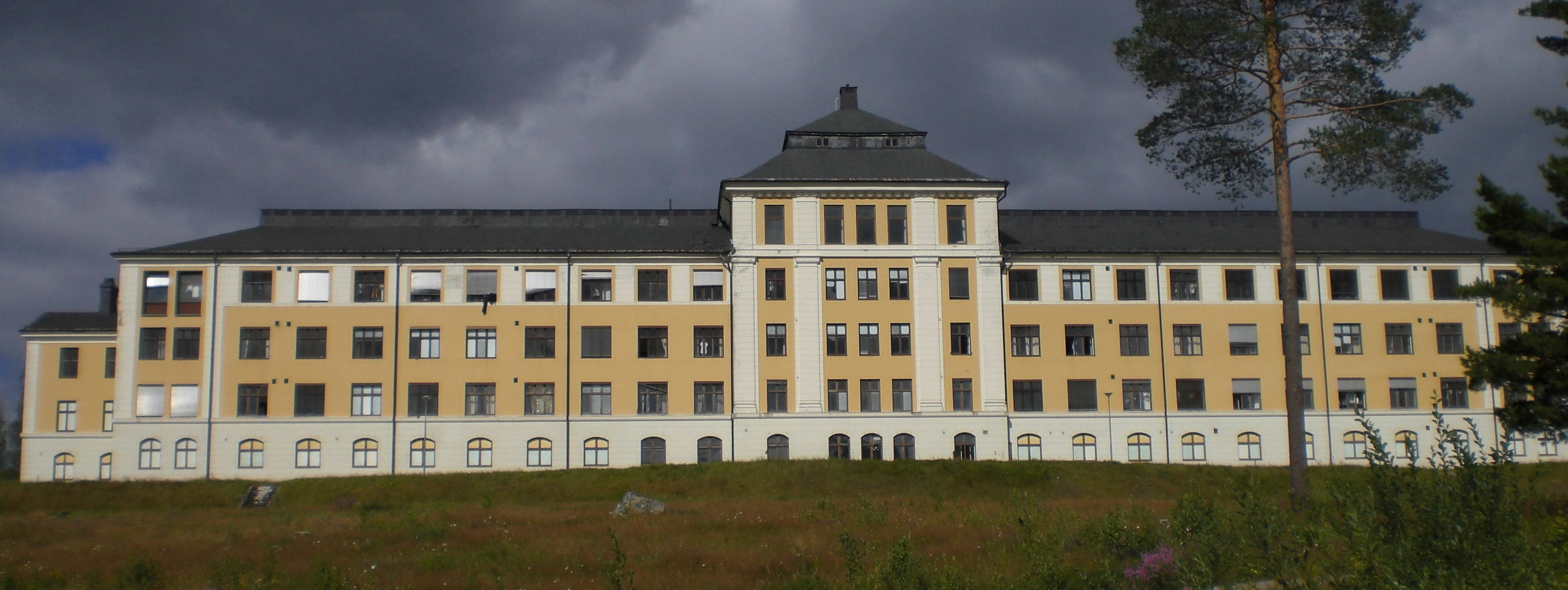
Hällnäs sanatorium.

"De vita slotten i skogen" kallades Hällnäs sanatorium för när det användes för att behandla patienter som insjuknat i tuberkulos. Sanatoriet invigdes 1926 och den sista lungkliniken stängdes under 1970-talet. Byggnaden har därefter använts till andra ändamål.

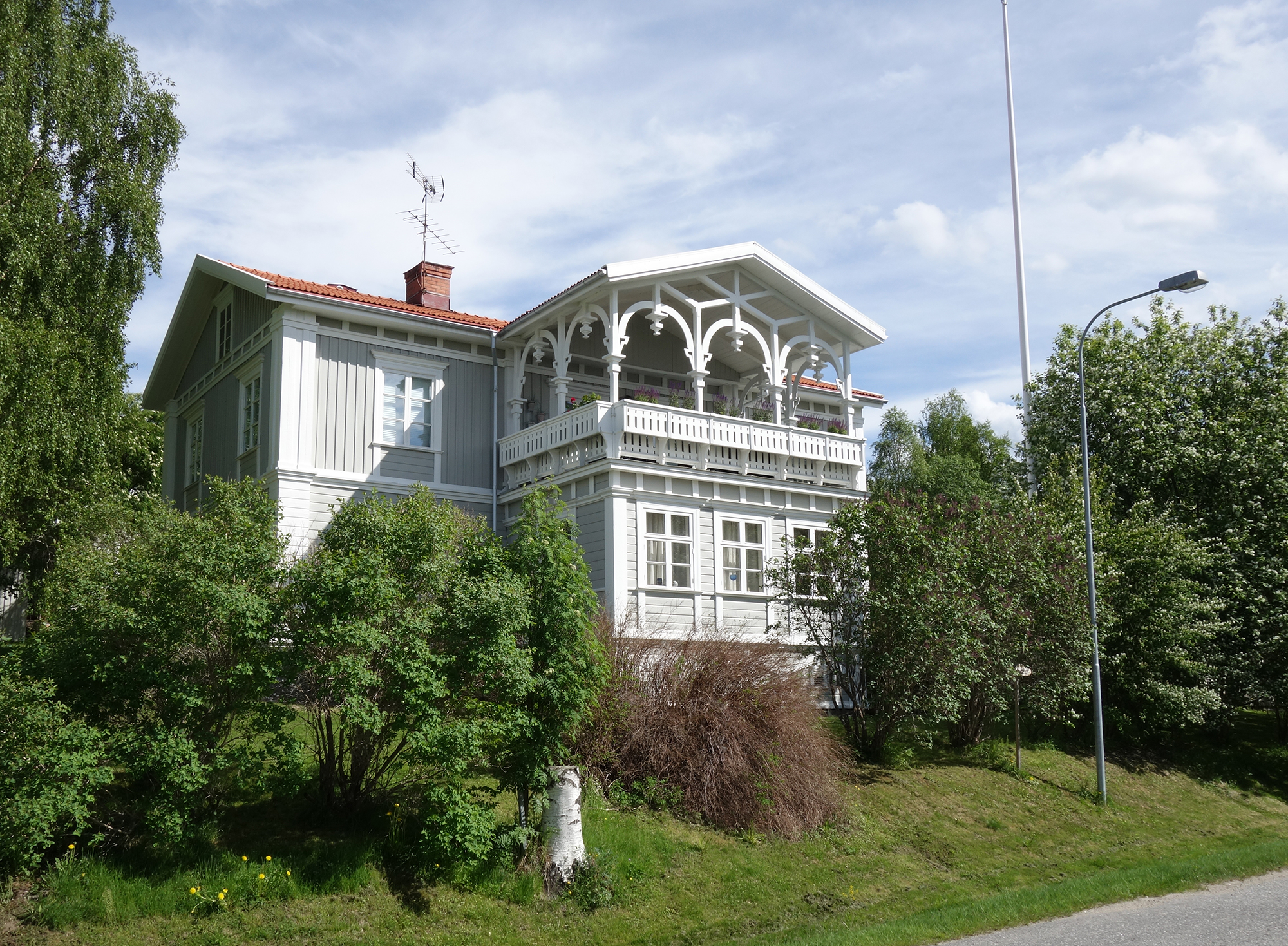
Degerfors gamla tingshus.

I kommunen finns två byggnadsminnen, Gamla tingshuset i Vindeln (Degerfors gamla tingshus) och Åströmska gården.

### Kommunvapen
Blasonering: Sköld, karvskurestyckad av blått, vari en balkvis ställd lax av silver med röda fenor, och av silver, vari en balkvis ställd blå slaga.
Vapnet föreslogs på 1950-talet av en rektor i kommunen. Laxen kommer från Umeå tingslags sigill och slagan syftar på jordbruk. Det fastställdes för dåvarande Degerfors landskommun av Kungl. Maj:t 1957 och registrerades för Vindelns kommun hos Patent- och registreringsverket 1974.

### Kultur i Vindelns kommun

#### Vindelns bibliotek
Vindelns kommunbibliotek är ett integrerat folk- och skolbibliotek och finns i anknytning till kommunens högstadieskola Renforsskolan. Kommunen har också fyra filialbibliotek i anslutning till grundskolorna i Granö, Hällnäs, Tvärålund och Åmsele.
Under 2021 renoverades bibliotekets barnavdelning av konstnären Susan Enetjärn. Den har fått en lokal prägel där Vindelälven och sápmi finns gestaltat i rummet. 

#### LittFORS - Vindelälvens litteraturfestival
LittFORS är en litteraturfestival festival som går längs med Vindelälven och inom biosfärområdet Vindelälven-Juhttátahkka. Under en vecka i oktober arrangeras det kultur- och litteraturevenemang i fem olika kommuner längs med älven (Sorsele, Lycksele, Vindeln, Vännäs, Umeå). Festivalen har funnits sedan 2021. Den har olika teman varje år och fokuserar på författare och kulturutövare med anknytning till Västerbotten och/eller samisk anknytning. Tidigare år har några av de medverkande författarna varit: Linnea Axelsson (2021, 2022), Pär Hansson (2021, 2023), Karin Smirnoff (2021), Moa Backe Åstot (2021, 2023), Karin Alfredsson (2021), Maxida Märak (2022), Stina Wollter (2023), Annika Norlin (2021, 2023), Mikael Niemi (2021), Mikael Berglund (2022) med flera.

#### Sjungaregården - Granö
Sjungaregården är ett kulturcentrum i Granö, som drivs av Granö Beckasin i samarbete med den ideella föreningen Sjungaregården kultur- och teaterförening. I en Västerbottensgård i Granö med anor från 1700-talet, finns under sommaren ett café och i kringliggande byggnader är det konst- och slöjdutställning. Föreningen arrangerar även konserter, samt slöjd- och folkmusikfestival. 

#### Åmsele Bio
På Åmsele Saga biograf visas bio en gång i veckan.  Biografen drivs av Folkets-husföreningen i byn, och har sedan 2011 ny digitaliserad utrustning med möjlighet till att visa film i 3D. Film har visats i Åmsele sedan 30-talet men biografen är sedan 2008 flyttad till nya lokaler. Under varje filmvisning är det paus mitt i, för att publiken ska kunna gå på toaletten, fylla på med godis, och för att hinna prata om filmen.

#### Vindelns hembygdsgård
Hembygdsgården finns i centralorten Vindeln, på området Brånet. Platsen för hembygdsgården är där gamla Degerfors by låg, och består av cirka 15 byggnader med gamla anor. I byggnaderna finns även gamla föremål, som alla finns registrerade och tillgängliga att ta del av via databasen Sofie.
På sommaren ordnar Vindelns Hembygdsförening arrangerar aktiviteter, midsommarfirande, marknadsdagar, aktiviteter för skola, sommarcafé samt erbjuder öppna visningar för allmänheten.  

#### Konst i Kvarn
Inom Vindelälvens naturreservat, vid Renforsen, finns ett Kvarnområde som rymmer café, restaurang och camping. Här finns också en bevarad kvarnbyggnad - Degerfors Qvarn, från 1800-talet. Varje sommar arrangerar bildkonstföreningen Vindelngruppen konstutställning i kvarnen, under namnet Konst i Kvarn. Utställningen startar på midsommardagen och pågår under 6–7 veckor. Det är flera konstnärer som ställer ut och varje år har utställningen cirka 15 000besökare.

### Sport
Fritidscentrum innefattar sporthall, ishall, skyttehall och utomhus även en konstgräsplan. Sommaren 2024 anlades ett utegym i anslutning till konstgräsplanen.
Det finns en simhall med 25-metersbassäng i anslutning till Renforsskolan samt motionsspår som under vintern spåras för skidåkning.
Vindelns ridhus och dess ridskola utgör grunden för Vindelns ridklubb, som är en ideell förening.